# DR-Baureihe E 19
Die Elektrolokomotiven der Baureihe E 19 (ab 1968 als 119 bezeichnet) waren die schnellsten Elektrolokomotiven der Deutschen Reichsbahn. Sie erreichten eine zulässige Höchstgeschwindigkeit von 180 km/h, waren konstruktiv aber für Geschwindigkeiten bis 225 km/h ausgelegt. Sie galten zu ihrer Zeit als die leistungsfähigsten Einrahmenlokomotiven der Welt.

## Geschichte
Die Deutsche Reichsbahn beabsichtigte, im Jahre 1937 elektrische Lokomotiven für die Strecke Berlin – Halle (Saale) – München, deren durchgehende Elektrifizierung vorgesehen war, mit einer Höchstgeschwindigkeit von 180 km/h zu beschaffen. Auf den Rampen der Bahnstrecke Hochstadt-Marktzeuln–Probstzella im Frankenwald sollten sie noch 60 km/h erreichen. Zudem sollte der Entwurf Potential bieten, die Geschwindigkeit ggf. auf über 200 km/h zu steigern.
Sie bestellte 1937 bei der AEG und 1939 bei Siemens-Schuckert (SSW)/Henschel daher jeweils zwei Lokomotiven, die in der Lage waren, die geforderten Geschwindigkeiten zu erreichen. 1939/40 wurden die Lokomotiven ausgeliefert. Die bei AEG gebauten Lokomotiven erhielten die Baureihennummern E 19 01 und 02, die von SSW/Henschel gebauten Lokomotiven die Nummern E 19 11 und 12. Beide Bauarten wurden aus der bewährten Baureihe E 18 entwickelt. Der dort bereits erfolgreich angewendete Federtopfantrieb, untergebracht in einem Starrrahmen mit Achsfolge 1’Do1’, wurde weitestgehend unverändert von der E 18 übernommen. Äußerliche Unterschiede zu den Lokomotiven dieser Reihe, welche die gleiche Länge über Puffer (LüP) aufweisen, sind vor allem eine geänderte Lüfter- und Fensteranordnung.
Da die Reichsbahn zudem auf einen Vergleich zwischen den Bauausführungen der damals größten deutschen Elektrokonzerne Siemens und AEG aus war, vor allem im Bereich der Leistungselektrik, wurden von den erwähnten Unternehmen zwei leicht unterschiedliche Versionen an die Reichsbahn geliefert. Die beiden von der AEG gebauten E 19 01 und 02 entsprachen weitestgehend einer leicht modernisierten Variante der E 18. So wurden z. B. die Gehäusebleche jetzt aufgeschweißt statt genietet und die Lokomotiven mit einem modifizierten Feinregler ausgestattet, der trotz sanfterer Schaltübergänge nur noch 20 Dauerfahrstufen (gegenüber den 29 der E 18) aufwies. Gegenüber der E 18 wurden auch die Fahrmotoren (EKB1000 anstatt EKB860) und Achsantriebe wegen der zu erwartenden höheren Belastungen verstärkt ausgeführt und die Federung verbessert, die Motorleistung steigerte sich jeweils um rund 500 kW. Zur Einhaltung des Bremswegs von einer Geschwindigkeit von 180 km/h bei unverändertem Vorsignalabstand wurde die mechanische Bremsanlage verstärkt sowie eine elektrische Widerstandsbremse eingebaut („[e]ine elektrische Zusatzbremse neben der Hiks-Druckluftbremse mit doppelt abgestufter Wirkung erlaubt, die 1000 m Bremsstrecke aus 180 km/h Geschwindigkeit einzuhalten“). Die Bremswiderstände, die vom Trafolüfter gekühlt werden, sind zwischen dem Transformator und den Lüftungsgittern angebracht.
Die beiden anderen von Siemens/Henschel gelieferten E 19 11 und 12 der zweiten Bauart E 19.1 wichen sowohl im mechanischen als auch im elektrischen Teil von den E 19.0 ab: SSW rüstete die Maschinen mit Doppelmotoren des Typs WBDM265 aus, wobei die Motoren mit den Bodenblechen abschließen, so dass der Maschinenraum mehr Platz für die elektrische Ausrüstung bietet. Die Reihenschaltung der Doppelmotoren lässt gegenüber den E 19.0 eine höhere Spannung bei kleineren Strömen zu, wodurch nochmals Masse im elektrischen Teil eingespart werden konnte. Darüber hinaus wurden die Stromschienen, die Niederspannungswicklung sowie die Wicklung der im Trafo eingebauten Zusatzumspanner aus dem „Heimstoff“ Aluminium hergestellt, um das kriegswichtige Metall Kupfer einsparen zu können. Die Transformatoren der E 19.1 wurden dadurch sehr schadanfällig; bei der Deutschen Bundesbahn wurden sie nach dem Krieg auf Kupferwicklungen und -schienen umgebaut. Aufgrund der Verwendung der Doppelmotoren liegt das Bremsgestänge der E 19.1 außen, ebenso wurde der Achsstand gegenüber den E 18 und E 19.0 verändert. Die Bremswiderstände sind im Dachaufbau über dem Haupttransformator untergebracht und konnten optional durch den Fahrtwind zusätzlich gekühlt werden, indem mit Druckluftzylindern betätigte Klappen im vorderen Bereich des Aufbaus geöffnet wurden. Daraus ergibt sich ein gegenüber den Lokomotiven der Reihen E 18 und E 19.0 deutlich höherer, höckerartiger Dachaufbau, wodurch man die von Siemens/Henschel gebauten E 19.1 schon auf den ersten Blick leicht erkennen konnte. Aufgrund einer veränderten Ausführung des Schaltwerks konnte die Fahrmotorspannung der E 19.1 mit 57 Stufen gegenüber 39 Stufen bei den E 19.0 sehr feinfühlig geregelt werden.
Nach der Elektrifizierung der Bahnstrecke Nürnberg–Saalfeld fand die erste öffentliche Fahrt am 15. Mai 1939 statt mit einem „Eröffnungszug, der von einer elektrischen AEG-Lokomotive der neuen hochleistungsfähigen Gattung E 19 gezogen wurde.“ Mit einer 1939 produzierten E 19 verließ „die stärkste und schnellste einrahmige Lokomotive der Welt“ als 5000. Lokomotive das von Walter Kleinow geleitete AEG-Werk.
Die E 19 01 wurde mit schwarzem Rahmen, weinrotem Anstrich und weißen Zierstreifen der Öffentlichkeit 1938 gezeigt. Alle vier E 19 wurden nach umfangreichen Erprobungsfahrten 1939/1940 in Dienst gestellt. Wegen des Beginns des Zweiten Weltkriegs unterblieb der Serienbau. Die E 19 waren prinzipiell für Schnellfahrversuche mit bis zu 225 km/h konzipiert, die jedoch kriegsbedingt wahrscheinlich nicht in vollem Umfang stattgefunden haben. Von den E 19 01 und 02 konnte bei dieser Geschwindigkeit zudem der im deutschen Eisenbahnnetz übliche Regelbremsweg von 1000 Metern nicht mehr eingehalten werden, da die Bremsanlage dafür nicht ausreichend war. Man erhoffte sich folglich mit der nochmals verstärkten Widerstandsbremse der E 19.1 eine Lösung dieses Problems, konnte aber diese Technologie während des Krieges nicht mehr ausgiebig genug testen. Die elektrische Bremse der E 19.0 und E 19.1 wurde für eventuelle Schnellfahrversuche der Bundesbahn noch bis Mitte der 1950er Jahre betriebsbereit gehalten, jedoch nicht genutzt; später wurde sie ausgebaut. Deshalb kann auch nicht abschließend gesagt werden, ob die E 19 die geforderten Höchstgeschwindigkeiten im Regelbetrieb überhaupt hätte erreichen können bzw. ausfahren dürfen. Die E 19 01 hat bei Versuchsfahrten eine Leistung von 5280 kW entwickelt, ebenso wird in der Literatur von mündlichen Angaben über Schnellfahrten bis 200 km/h berichtet. Die E 19 11 hat bei Messfahrten sogar eine Leistung von 5700 kW bei 162 km/h erreicht. Sie war damit bis zur Indienststellung der Baureihe E 03 im Jahr 1965 eine der leistungsfähigsten deutschen elektrischen Lokomotiven.

## Deutsche Bundesbahn
Alle vier Lokomotiven wurden von der Deutschen Bundesbahn übernommen. Die E 19 01 und 12 konnten bereits 1945 wieder eingesetzt werden, die E 19 02 fuhr im Jahr 1947 wieder. Die E 19 11 konnte nach Ausbesserung der Kriegsschäden durch Krauss-Maffei und das EAW München-Freimann erst 1950 wieder eingesetzt werden. Dabei erhielt sie ihre Schürzen nicht wieder zurück, auch bei den anderen Lokomotiven wurden diese bis 1954 entfernt. Die Höchstgeschwindigkeit wurde bereits zu Beginn der 50er Jahre auf 140 km/h reduziert, da hohe Fahrgeschwindigkeiten zunächst nicht mehr benötigt wurden. Die Lackierung wurde von weinrot in grün-schwarz (E 19 02 und 11), sowie in blau-schwarz (E 19 01 und 12) geändert. Stationiert waren die Lokomotiven der Baureihe E 19 im Bahnbetriebswerk Nürnberg. Eingesetzt wurden sie hauptsächlich zwischen Nürnberg über den Frankenwald und Probstzella in der DDR sowie zwischen Nürnberg und Regensburg. Von 1968 bis 1970 waren alle vier Lokomotiven im Bahnbetriebswerk Hagen-Eckesey stationiert. 1968 erhielten sie mit der Einführung der EDV-gerechten Triebfahrzeugnummer die neue Reihenbezeichnung 119 und dreistellige Ordnungsnummern. Die letzte E 19 (119 002) wurde am 26. Januar 1978 ausgemustert, die anderen Maschinen wurden 1975 und 1977 abgestellt.

## Verbleib
Erhalten sind die E 19 01 und 12, 119 002 und 011 sind in München-Freimann verschrottet worden. Die E 19 01 steht in roter Farbgebung im Deutschen Technikmuseum Berlin. Die E 19 12 wurde zunächst zum Jubiläum „150 Jahre Deutsche Eisenbahnen“ im blauen Farbkleid restauriert. Später wurde auch sie wieder in den roten Ursprungszustand zurückversetzt und war bis 2014 im Verkehrsmuseum Nürnberg ausgestellt. Die Museumsleitung ließ die Lok jedoch aus dem Museum entfernen, weil im Jahr 2011 ein griechischer Polizist sich davor mit einem Hitlergruß hatte fotografieren lassen. Die Lok war seitdem für die Öffentlichkeit unzugänglich in einem Depot des Nürnberger Rangierbahnhofs abgestellt.
Seit 2021 steht die E 19 012 im DB Museum Koblenz. Zur Vermeidung von Zwischenfällen in Verbindung mit den Hakenkreuzen sind diese jeweils mit einer Metallplatte verdeckt.

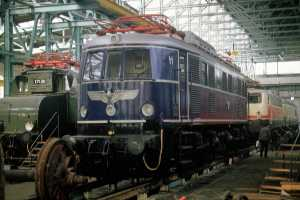
E 19 12 in Blau, 1984
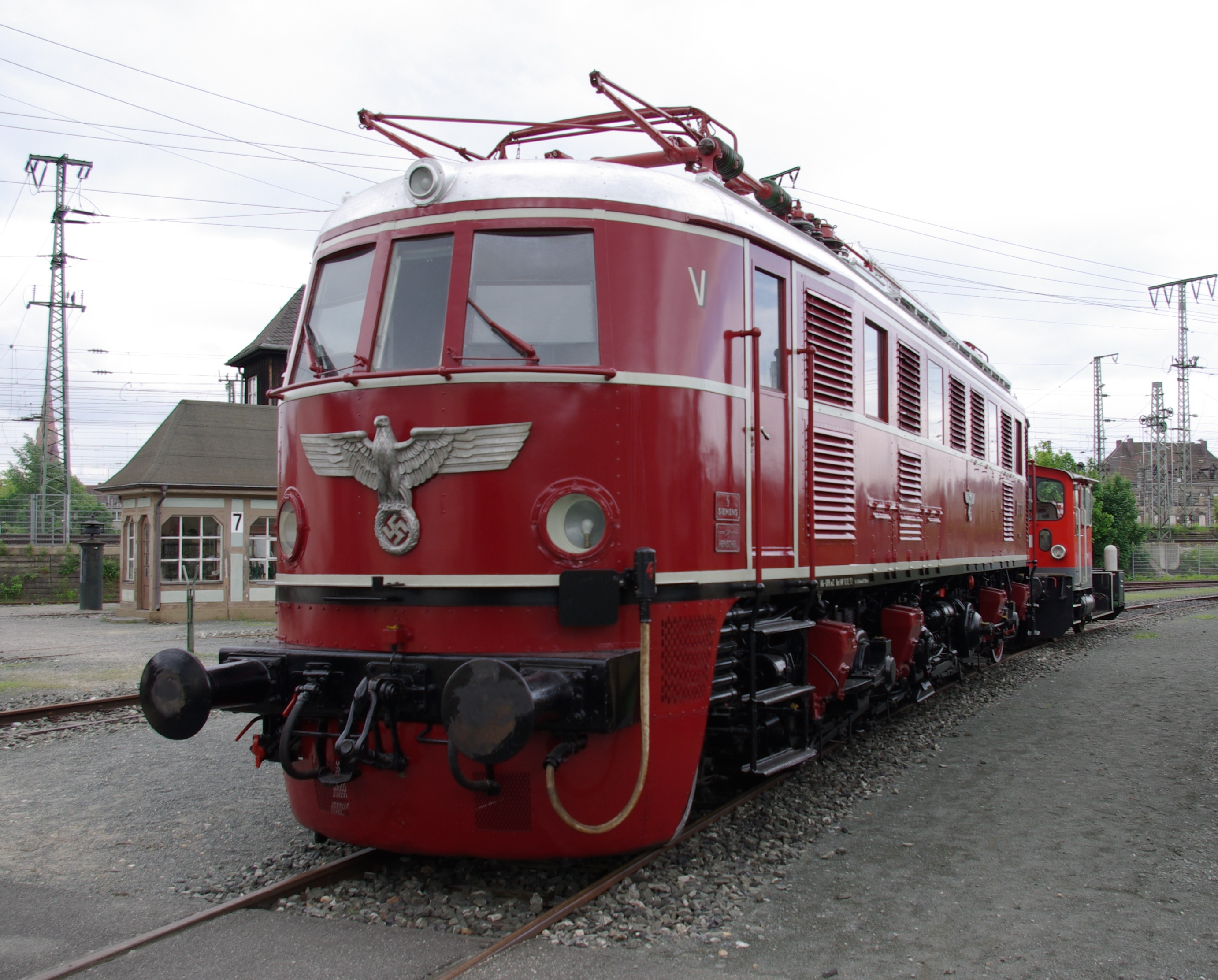
E 19 12 in rot im Verkehrsmuseum Nürnberg, 2010
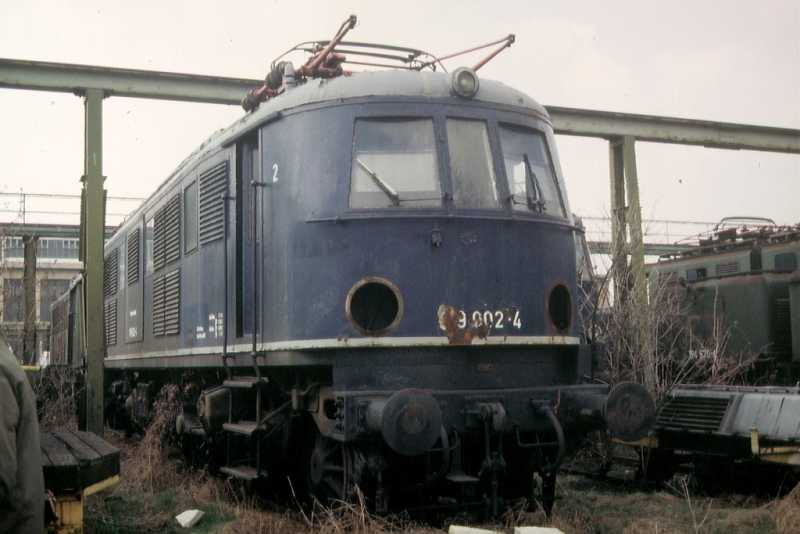
Die 119 002 auf dem Schrottplatz in München-Freimann, 1984